# Agrostis barceloi
Agrostis barceloi é uma espécie de gramínea do gênero Agrostis, pertencente à família Poaceae.